# Cristiana Girelli
Pour les articles homonymes, voir Girelli (homonymie).
Cristiana Girelli, née le 23 avril 1990 à Gavardo, est une footballeuse internationale italienne, qui joue au poste d'attaquante au Juventus FC.

## Biographie
Elle participe aux éliminatoires de la Coupe du monde 2019 et marque 7 buts lors de la phase de groupe.
En 2019, elle fait partie des 23 joueuses retenues afin de participer à la Coupe du monde organisée en France.

## Palmarès

### En club
- Championnat d'Italie : 7
  - Champion : 2007, 2008, 2009, 2014, 2016, 2019, 2020.
- Coupe d'Italie : 6
  - Vainqueur : 2006, 2007, 2009, 2015, 2016, 2019.
- Supercoupe d'Italie : 8
  - Vainqueur : 2005, 2007, 2008, 2014, 2015, 2016, 2017, 2019.

### Individuel
- Meilleur buteuse du championnat d'Italie en 2020.